# 黑猴
黑猴（学名：Macaca nigra），也称黑冠猴，黑冠猕猴，苏拉威西黑冠猴，为猕猴属下的一种，分布于印度尼西亚苏拉威西岛及临近的岛屿。其通体大部分为黑色，头顶有一缕竖起的毛发，体长45厘米至60厘米，重7至10公斤，寿命约20年。
其种加词“nigra”意为“黑色的，暗色的”。

## 保护
2007年11月，位于英国康沃尔的纽基动物园杀死两只因关在一起而打架的黑冠猴。由于该动物园未与当地的动物保护机构和两只猴子的饲养员联系便杀死濒危动物，遭到了多家动物保护协会的谴责。

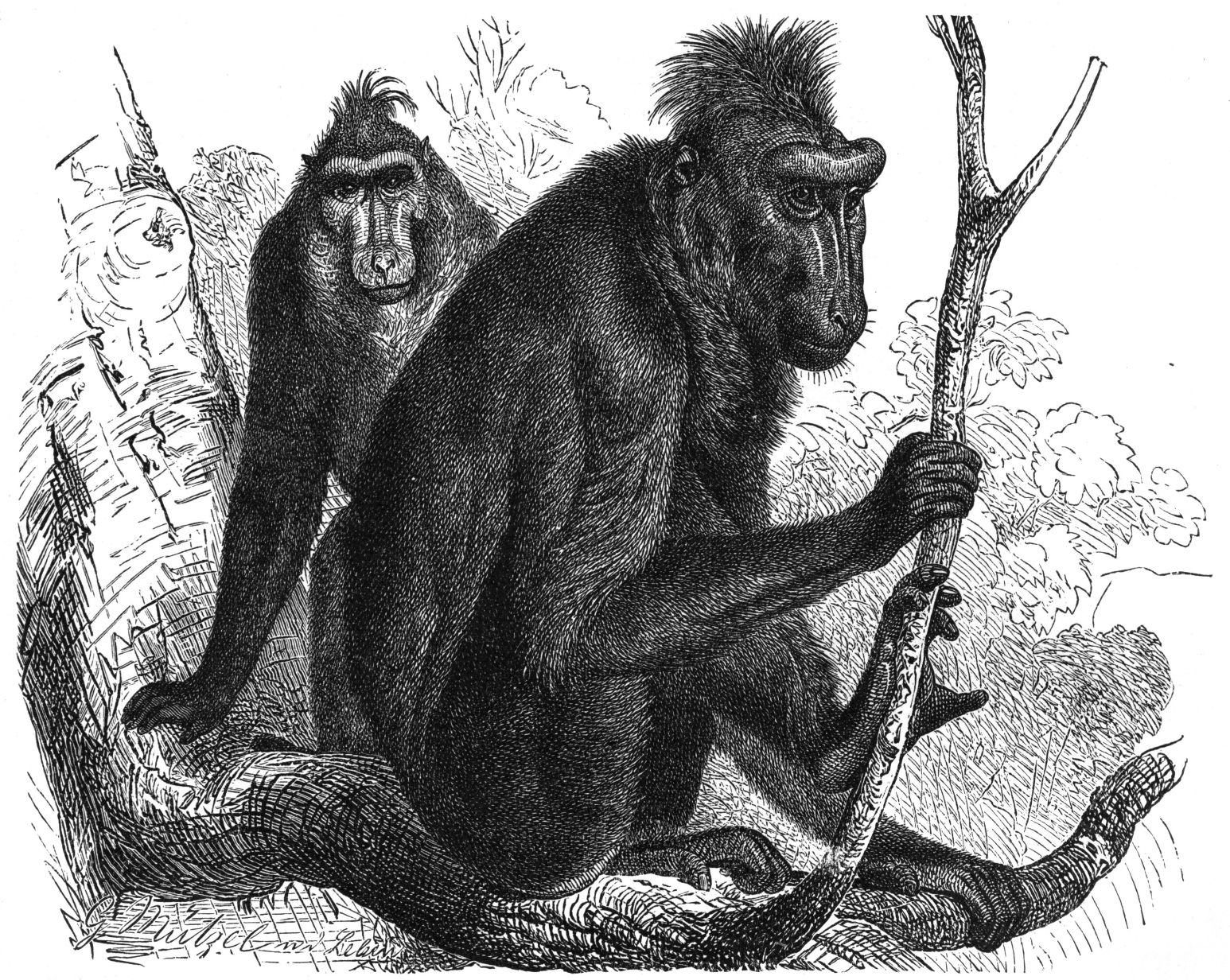
黑猴畫像
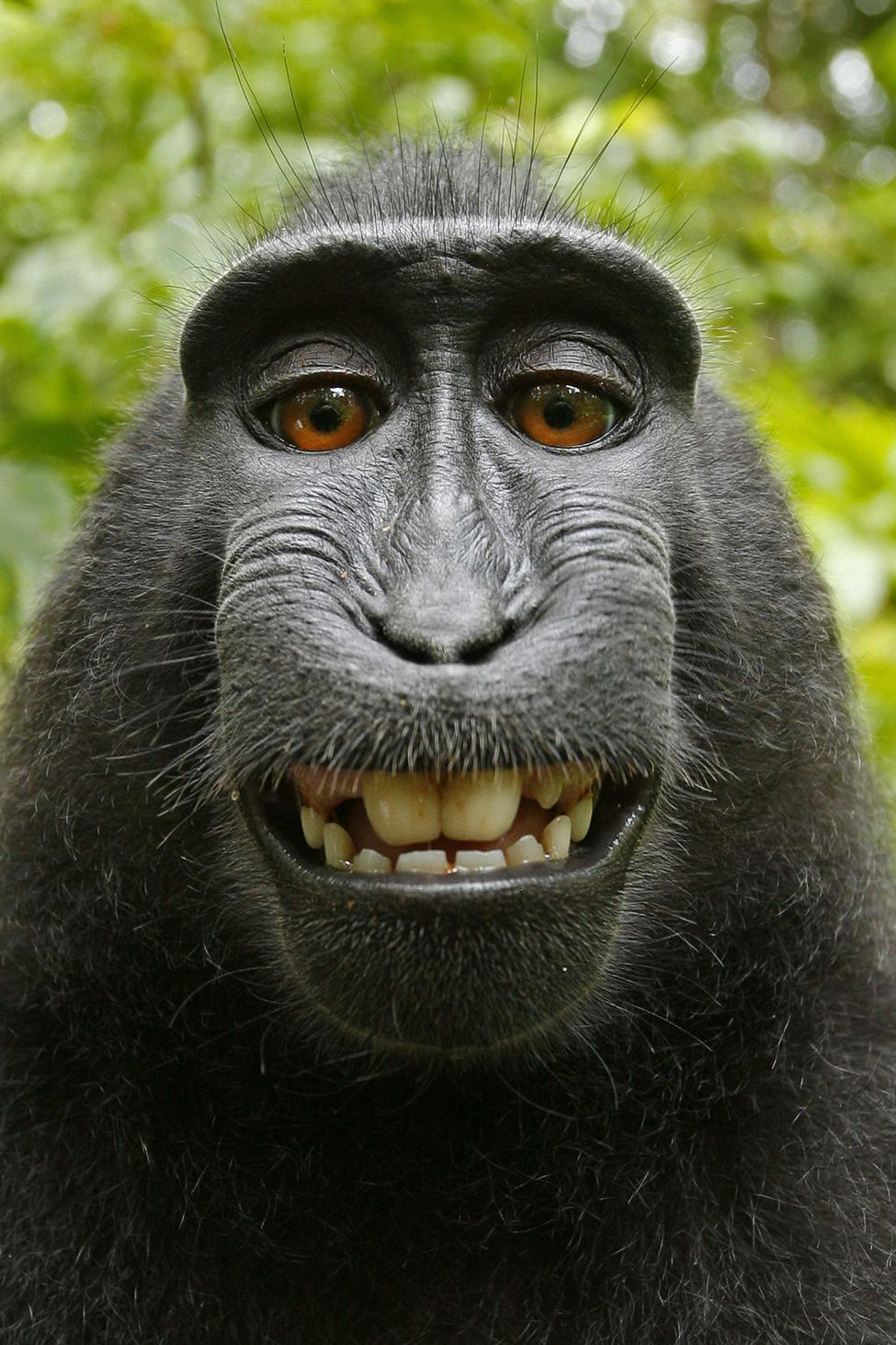
這隻在印度尼西亚北苏拉威西省森林的黑冠獼猴名叫「拉魯圖」（英語：Naruto）。